# Garganta de Cheddar

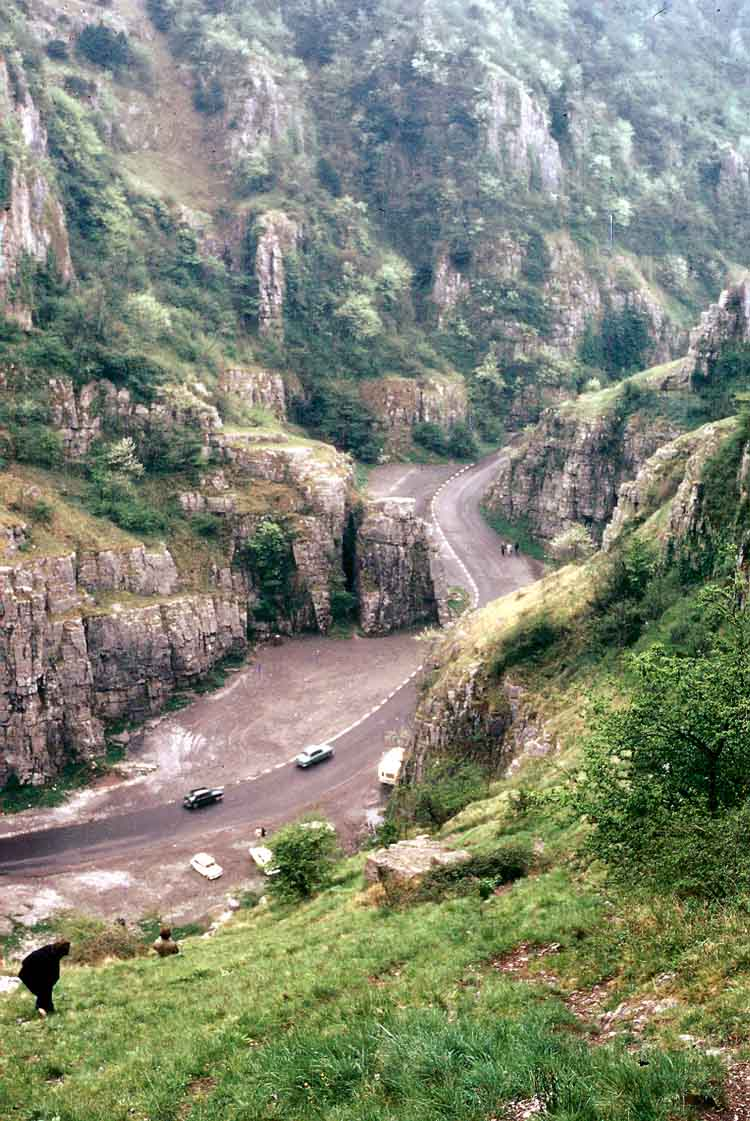
Vista de la garganta de Cheddar.

La garganta de Cheddar es una garganta caliza en las colinas de Mendip, cerca de la localidad de Cheddar (Somerset, Inglaterra). La garganta alberga las cavernas de Cheddar, lugar en el que se halló en 1903 el esqueleto humano completo más antiguo de las islas británicas, el «Hombre de Cheddar», con una antigüedad estimada en 9000 años. También se han encontrado en ellas restos más antiguos del Paleolítico Superior tardío (12 a 13 000 años de antigüedad). Las cuevas, producto de la actividad de un río subterráneo, contienen estalactitas y estalagmitas.
La garganta de Cheddar, incluyendo las cuevas y otras atracciones, es un destino turístico interior tradicional en el Reino Unido. En una encuesta de 2005 a los lectores de Radio Times, tras su aparición ese año en el programa de televisión Seven Natural Wonders, la garganta de Cheddar fue nombrada la segunda maravilla natural de Gran Bretaña, sobrepasada solo por las cuevas de Dan yr Ogof.
La garganta atrae aproximadamente medio millón de visitantes al año.